# Alessandro Pessot
Alessandro Pessot (Conegliano, 1 juli 1995) is een Italiaans wielrenner die in 2019 en 2020 als beroepsrenner reed voor Bardiani CSF.

## Carrière
In 2017 won Pessot de eerste etappe van de Carpathian Couriers Race, door het peloton drie seconden voor te blijven. Dankzij zijn overwinning nam hij de leiderstrui over van Piotr Konwa, die een dag eerder de proloog had gewonnen. In de overige twee etappes wist de Italiaan zijn leiderstrui met succes te verdedigen, waardoor hij het eindklassement op zijn naam mocht schrijven. De Pool Kamil Małecki werd, met een achterstand van twee seconden, tweede.
In 2019 werd Pessot prof bij Bardiani CSF. In zijn eerste seizoen mocht hij onder meer deelnemen aan Milaan-San Remo en de Amstel Gold Race. Zijn beste resultaat was een tweede plek in de zesde etappe van de Ronde van China I, achter Mychajlo Kononenko.

## Overwinningen
2017
1e etappe Carpathian Couriers Race
Eindklassement Carpathian Couriers Race

## Resultaten in voornaamste wedstrijden
|      | \| Jaar \| Milaan-San Remo \| Amstel Gold Race \| \| ---- \| --------------- \| ---------------- \| \| 2019 \| 167e \| opgave \| |                  |
| Jaar | Milaan-San Remo | Amstel Gold Race |
| 2019 | 167e | opgave           |

## Ploegen
- 2019 –  Bardiani CSF
- 2020 –  Bardiani-CSF-Faizanè

Albanese · Barbin · Bresciani · Carboni · Covili · Guardini · Maestri · Maronese · Orsini · Pessot · Romano · Rota · Savini · Senni · Simion · Tonelli · Wackermann